# Buff Bagwell
Marcus Alexander Bagwell (Marietta, 10 gennaio 1970) è un ex wrestler statunitense.
Viene ricordato soprattutto per la sua quasi decennale esperienza nella World Championship Wrestling (WCW), dal 1991 al 2001. Ha poi lavorato anche per la World Wrestling Federation (WWF) e la Total Nonstop Action Wrestling (TNA), oltre che per diverse federazioni del circuito indipendente.
A causa dei postumi di un incidente stradale, nel 2025 ha subito l'amputazione di una gamba.

## Carriera

### Inizi
La carriera di Bagwell nel pro-wrestling inizia molto presto, infatti già a vent'anni lotta nella GAW (Georgia All Star Wrestling), con il nome di "Fabulous Fabian". In Georgia conquista i suoi primi titoli, infatti nel 1990, con il nome di Handsome Stranger conquista il GAW Television Title sconfiggendo Steve Lawler, titolo che perderà il 29 marzo 1991 venendo sconfitto da Billy Black Nell'estate del 1991 conquista anche i titoli di coppia lottando con Chris Walzer, i due diventano campioni dopo che Fred Avery e James Bryant allora campioni lasciano la federazione. Il personaggio di Buff riscuote un grande successo, e una federazione importante come la WCW decide di metterlo sotto contratto.

### World Championship Wrestling (1991-2001)

#### Primo periodo
Alla WCW Buff si fa chiamare con il suo vero nome Marcus Bagwell e debutta in ppv il 29 dicembre 1991, a Starrcade, in coppia con Jimmy Garvin sconfiggendo Tracy Smothers e Michael Hayes. Visto l'ottimo anno disputato Bagwell viene eletto rookie dell'anno. Il 1992 si apre con una doppia vittoria, infatti a Clash of Champions XVIII in coppia con il compianto Brian Pillman sconfigge Terry Taylor e Tracy Smothers, segue poi la vittoria a WCW Superbrawl II, dove sconfigge Terrence Taylor. Nell'estate del 1992 arrivano due sconfitte in PPV, prima contro Scotty Flamingo (diventato famoso come Raven) a Wrestle War e poi contro Greg Valentine a Beach Blast. A Clash of Champions XIX in coppia con Tom Zenk viene sconfitto dal team formato da Rick Rude e Steve Austin, nel primo turno di un torneo per l'assegnazione dei titoli di coppia della NWA.
Nell 1993 Buff inizia a lottare prevalentemente in match di coppia. Il 21 febbraio in coppia con Erik Watts viene sconfitto da Steve Austin e Brian Pillman, durante l'estate inizia a far coppia fissa con 2 Cold Scorpio. A WCW Slamboree i due sconfiggono Bobby Eaton e Chris Benoit. Mentre a Clash of Champions XXIII, Bagwell viene sconfitto da Steven Regal.
A Beach Blast torna in coppia con 2 Cold Scorpio, i due sconfiggono Tex Slazenger e Shanghai Pierce. Durante WCW Fall Brawl sconfiggono Paul Orndorff e The Equalizer. Il 4 ottobre Bagwell e Scorpio diventano campioni di coppia WCW sconfiggendo i Nasty Boys (Brian Knobbs e Jerry Sags). Il 24 ottobre però durante Halloween Havoc, Knobbs e Sags sconfiggono i campioni tornando in possesso dei titoli. A WCW Battlebowl Bagwell in coppia con Tex Slazenger viene sconfitto da Ravishing Rick Rude e Shanghi Pierce (in un Lethal Lottery tag match). Il 1993 di Bagwell si chiude con una vittoria, a WCW Starrcade infatti in coppia con 2 Cold Scorpio sconfigge Paul Orndorff e Paul Roma.
All'inizio del 1994 Buff e Scorpio sconfiggono nuovamente Paul Orndorff e Paul Roma, questa volta a Clash of Champions XXVI. Nei primi mesi dell'anno però 2 Cold Scorpio lascia la WCW, Buff si trova quindi così senza un partner.

#### Stars and Stripes e American Males
Nell'autunno del 1994 Bagwell inizia a lottare in coppia con The Patriot, nel tag-team chiamato Stars and Stripes. Con The Patriot, Buff può continuare il feud con i Pretty Wonderful (Paul Orndorff e Paul Roma). A WCW Fall Brawl i Pretty Wonderful hanno la meglio, ma il 25 settembre gli Stars and Stripes si prendono una grossa rivincita diventando campioni di coppia. Il regno di Bagwell e The Patriot dura però solo un mese, infatti il 23 ottobre durante Halloween Havoc i due vengono sconfitti da Orndorff e Roma. Sul finire del 1994 si disputa la sfida decisiva fra i due tag-team, a prevalere durante Clash of Champions XXIX, sono gli Stars and Stripes. Il nuovo regno di Bagwell e The Patriot dura però solo lo spazio di due settimane, infatti l'8 dicembre i due vengono sconfitti dagli Harlem Heat (Booker T e Stevie Ray). Il 26 gennaio 1995 gli Stars and Stripes hanno l'occasione buona per tornare in possesso delle cinture ma non la sfruttano venendo nuovamente sconfitti da Booker T e Stevie Ray, questa volta a Clash of Champions XXX. Il 19 febbraio, Bagwell e Patriot sconfiggono Valentino e Dino Casanova in un dark match pre - WCW Superbrawl V. Un mese dopo i due vincono nuovamente un dark match pre-ppv, questa volta a WCW Uncensored 1995, sconfiggendo Dick Slater e Bunkhouse Buck. Come 2 Cold Scorpio l'anno prima, anche The Patriot lascia la WCW, Bagwell si ritrova così nuovamente senza partner, ma non per molto.
A WCW Bash at the Beach in coppia con Alex Wright viene sconfitto da Dick Slater e Bunkhouse Buck. Bagwell inizia far coppia con Scotty Riggs, i due formano gli American Males. Durante WCW Monday Nitro del 18 settembre 1995, Buff si prende la sua rivincita sugli Harlem Heat, infatti gli American Males sconfiggono i fratelli di Harlem conquistando così i titoli di coppia, per Buff è il quarto regno da campione di coppia, all'età di 25 anni. Nove giorni dopo la sconfitta Booker T e Stevie Ray sconfiggono Bagwell e Riggs tornando in possesso dei titoli. Il 26 novembre Buff partecipa alla 3-ring 60-man battle royal che si svolge a WCW World War III, Buff è uno dei primi eliminati venendo infatti eliminato per decimo da Scott Norton. Durante un dark match prima di WCW Starrcade 1995 gli American Males sconfiggono i Blue Bloods (Bobby Eaton e Steven Regal), dopo che Regal tradisce Eaton schienandolo.

#### Affiliazione al nWo
Nell'estate del 1996 Kevin Nash e Scott Hall (conosciuti alla WWF come Diesel e Razor Ramon) arrivano alla WCW formando con Hulk Hogan una grande stable: l'nWo (New World Order). Hogan invita i wrestler della WCW ad entrare fra le file del nWo altrimenti avrebbero dovuto fare i conti con l'nWo. Fra i wrestler che passano dalla parte di Hogan e soci c'è Marcus Bagwell. Bagwell inizia a farsi chiamare Buff e da babyface quale era diventa un heel arrogante.
Partecipa nuovamente alla 3-ring 60-man battle royal, questa volta venendo eliminato per trentunesimo da M. Wallstreet.

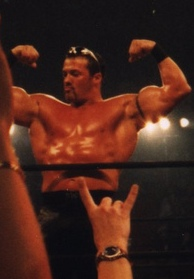
Bagwell nel 1998 a Nitro

Intanto Buff ha dei feud con dei wrestler che si erano rifiutati di entrare nel nWo, come Diamond Dallas Page, che sconfigge Buff prima a Great American Bash 1996 e poi a Superbrawl VII nei primi mesi del 1997, sempre in quel periodo affronta il suo ex-partner Scotty Riggs, che viene sconfitto da Bagwell a Souled Out e a Uncensored in uno Strap Match. Nell'estate del 1997 Bagwell torna nella categoria tag-team lottando in coppia con un altro membro del nWo: Scott Norton. Buff e Norton formano i Vicious e Delicious. Per un breve periodo Bagwell e Norton fanno parte della filiale del nWo in Giappone, l'nWo Japan.
Il 3 maggio durante NJPW Strong Style Evolution, Bagwell e Norton vengono sconfitti da The Giant e Lex Luger. La prima vittoria in ppv per i due arriva a WCW Road Wild, dove sconfiggono gli Harlem Heat. Il 14 settembre Buff partecipa a Fall Brawl - War Games, disputa il main event fra le file del Team nWo (Kevin Nash, Syxx, e Konnan) che sconfigge il Team WCW (Ric Flair, Chris Benoit, Steve "Mongo" McMichael, e Curt Hennig), dopo che Hennig tradisce Ric Flair. Partecipa nuovamente alla 3-ring battle royal, questa volta disputata da 59 wrestler (per l'assenza di Kevin Nash), Buff fa un'ottima figura venendo eliminato per cinquantatreesimo. A Starrcade 1997 sconfigge Lex Luger.
Il 1998 si apre con un feud: Vicious e Delicious vs Steiner Brothers. Durante i vari show settimanali della WCW, Buff prende più volte in giro i fratelli Steiner travestendosi sia da Scott che da Rick. A WCW/NWO Souled Out, Big Bubba Rogers e gli Steiner sconfiggono Konnan, Buff Bagwell e Scott Norton. Scott Steiner tradisce il fratello Rick entrando a far parte del nWo, a Spring Stampede lotta in coppia proprio con Buff, ma i due vengono sconfitti dalla coppia formata da Lex Luger e Rick Steiner. Durante WCW Thunder del 24 aprile, Buff in coppia con Norton affronta Rick Steiner e Lex Luger, durante il match Steiner esegue malamente una variazione del Bulldog dal paletto del ring, infortunando seriamente Bagwell al collo, che per qualche minuto resta paralizzato sul ring. Operato d'urgenza, a Buff vengono riparate le vertebre C3 e C5.
Durante l'estate Buff fa il suo ritorno alla WCW, appare più volte durante gli show su una sedia a rotelle. Durante queste apparizioni ringrazia i fan per l'apporto mostratogli nei mesi difficili che ha passato e a sorpresa lascia anche l'nWo.
Durante WCW Monday Nitro del 21 luglio, chiama sul ring Rick Steiner al quale comunica di averlo perdonato per quanto successo, i due stanno per abbracciarsi quando Scott Steiner attacca il fratello alle spalle colpendolo con una sedia, Buff a questo punto si alza dalla sedia a rotelle e butta via il collare protettivo dimostrando di aver voluto tendere una trappola a Rick e di fare ancora parte del nWo. Buff inizia quindi a fare da mentore a Scott Steiner, i rapporti fra i due diventano però difficili quando alla WCW arriva la madre di Buff, "Judge" Judy Bagwell. Buff e Scott litigano, Bagwell sembra a sorpresa passare dalla parte di Rick Steiner. A WCW Halloween Havoc è in programma il match per i titoli di coppia WCW, The Giant e Scott Steiner (che lotta al posto dell'infortunato Scott Hall) affrontano Buff Bagwell e Rick Steiner. Buff non si presenta lasciando Rick Steiner in balia dei due avversari, ma alla fine è proprio "Dog Faced Gremlin" a portare a casa la vittoria, diventando da solo campione di coppia.
Nei primi mesi del 1999, si rivede nuovamente la coppia Buff–Scott Steiner, i due fanno parte del rinato nWo. Bagwell visto che non può lottare accompagna Steiner durante i suoi match. Ma nel marzo del 1999 Buff annuncia al mondo intero che la “vacanza” era finita e che lui era di nuovo pronto a tornare su un ring. Il 4 marzo Buff Bagwell fa il suo ritorno sul ring sconfiggendo Booker T durante una puntata di WCW Thunder. All'evento WCW Uncensored 1999, Buff sbaglia clamorosamente un'interferenza colpendo con una sedia Steiner, permettendo così a Booker T di schienarlo diventando così il nuovo campione TV WCW. La sera dopo a Nitro, Big Poppa Pump accusa Buff di avergli fatto perdere il match, quando Bagwell cerca di calmare Steiner, viene fatto vittima di un Suplex seguito dalla Steiner Recliner, un feud fra i due è inevitabile. Big Poppa Pump, che si era aggiudicato lo United States Title battendo Booker T dopo un torneo, viene quindi sfidato da Bagwell. Il 9 maggio i due si trovano uno contro l'altro, a WCW Slamboree 1999, la vittoria va a Steiner sorprendentemente aiutato dal fratello Rick, che colpisce Buff con una sedia permettendo così al fratello di chiudere il match con la Steiner Recliner.
Durante l'estate Buff dice di voler sfidare le più grandi stelle della WCW, per far capire a gente come Ric Flair che è giunto il momento di farsi da parte e lasciare il testimone ai giovani. Flair però non ci sta e dice che mai e poi mai passerebbe il testimone a uno come Buff Bagwell. Buff allora decide di rivolgersi al Commissioner WCW, "Rowdy" Roddy Piper.
Piper dice che se lui avesse sconfitto Flair a Great American Bash, allora Bagwell avrebbe avuto ciò che voleva. Durante il ppv, Buff sconfigge Disco Inferno, ma purtroppo per lui Ric Flair sconfigge Piper per squalifica proprio per un'interferenza di Buff. Alla fine si scopre che Flair e Piper avevano un accordo e Flair nomina Piper vicepresidente della WCW. Piper decide di sfidare Buff Bagwell ad un match di boxe. Il match fra i due si svolge a Bash at the Beach (in un incontro di boxe arbitrato da Mills Lane) e a prevalere alla fine è Bagwell.
Il 14 agosto a WCW Road Wild, Buff ha la meglio su Ernest "The Cat" Miller, grazie all'interferenza sbagliata di Sonny Onoo. A Mayhem Bagwell sconfigge Mr. Perfect “Curt Hennig” in un loser-must-retire match, costringendolo così a lasciare la WCW. L'anno 2000 di Buff Bagwell si apre con un feud con Diamond Dallas Page. DDP se la vede con un Buff che ha qualche attenzione di troppo verso sua moglie Kimberly. I due si incontrano a Souled Out, in un Last Man Standing Match, ad essere sconfitto questa volta è DDP. Buff per un po' decide di abbandonare le scene per riprendersi da vari infortuni. Tornato inizia un piccolo feud con Berlyn (Alex Wright): i due avrebbero dovuto affrontarsi a Fall Brawl 2000, ma Buff si presenta tardi all'arena e finisce per essere sostituito da Jim Duggan, che viene sconfitto dal wrestler tedesco. La sera successiva, a Nitro Bagwell affronta Berlyn e la vittoria finale va al wrestler tedesco grazie all'interferenza di The Wall.

#### New Blood
Con il ritorno di Vince Russo ed Eric Bischoff, alla WCW inizia un feud fra il New Blood (stable formata da giovani stelle) e i Millionaire's Club (stable formata dai wrestler “anziani” della federazione). Buff, che è uno dei primi wrestler ad entrare fra le file del New Blood, inizia a far coppia con Shane “The Franchise” Douglas. Bagwell e Douglas partecipano ad un torneo per il titolo di coppia, durante WCW Spring Stampede 2000 sconfiggono gli Harlem Heat 2000 (Stevie Ray e Big T) in semifinale, e il Team Package (Ric Flair e Lex Luger) in finale, Buff si laurea così campione di coppia WCW per la quinta volta (con ben 4 partner diversi) diversi in carriera. Inizia quindi un feud fra Buff e Lex Luger. A Slamboree 2000 Bagwell viene sconfitto da Luger.
Il 9 maggio del 2000 Marcus Bagwell viene arrestato per aver assalito un membro della produzione della WCW, in seguito a questo episodio la WCW decide di sospendere il wrestler per 30 giorni. Douglas decide di sostituirlo con The Wall, ma i due vengono sconfitti dai KroniK durante la puntata di Nitro del 15 maggio, perdendo così i titoli. Terminata la sospensione, il 12 giugno Bagwell fa il suo ritorno durante una puntata di Nitro in cui lui e Douglas affrontano i Kronik, la vittoria alla fine va proprio ad Adams e Clarke, nel post match Douglas incolpa Bagwell della sconfitta e lo assalisce. Il 9 luglio i due si trovano quindi uno contro l'altro durante Bash at the Beach, a prevalere alla fine è Luger.
Buff inizia quindi un feud con Chris "Positively" Kanyon, colpevole di aver colpito con una “Canyon Kutter” (mossa che Kanyon applicava su chiunque nel backstage, dai cameramen agli addetti alle pulizie). Durante Nitro del 18 luglio i due, distraendosi a vicenda, finiscono per perdere entrambi i match di qualificazione di un torneo per l'assegnazione dello U.S. Title. Il feud fra i due culmina in un match che si disputa a WCW New Blood Rising, i due si affrontano in un “Judy Bagwell on a Forklift Match”, incontro che prevede in caso di vittoria di Kanyon, che la madre di Buff avrebbe dovuto fargli da valletta, alla fine, nonostante le numerose interferenze dell'attore David Arquette, Buff riesce a portare a casa la vittoria salvando la madre.
Nel frattempo alla WCW scoppia una storia d'amore fra David Flair (figlio di Ric) e Stacy “Miss Hancock” Kiebler. Stacy annuncia di essere incinta e David sembra felicissimo, ma ben presto Stacy confessa a David che non era lui il padre del bambino. David in prenda alla pazzia inizia ad accusare chiunque di essere il padre del bambino, da suo padre Ric al cugino undicenne di Stacy ai membri della regia degli show WCW. Ben presto però la sua attenzione si focalizza su una sola persona, Buff Bagwell. Buff nega più volte di essere il padre del figlio di Stacy, e questo porta ad alcuni scontri violenti fra lui e David, durante un'intervista però Buff ammette di essere stato con Stacy, ma a fine intervista dice di essersi inventato tutto e questo porta ancora a scontri fra lui e David. Un match fra i due è ormai inevitabile. I due si affrontano il 17 settembre durante WCW Fall Brawl, in un "DNA First Blood" match (lo sconfitto di questo match avrebbe dovuto sottoporsi ad un esame del DNA), alla fine la vittoria va a Buff, grazie all'aiuto di Lex Luger.

#### Totally Buff
Il mese successivo Buff ha un piccolo feud con Jeff Jarrett, dal quale viene sconfitto il 26 novembre durante Mayhem 2000. Buff per un breve periodo inizia a fare l'intervistatore nel backstage, durante WCW Starrcade 2000, intervista Sarge, ex istruttore di Bill Goldberg al WCW PowerPlant, durante l'intervista però Sarge viene aggredito da Lex Luger. Poco dopo nel corso del ppv Luger affronta proprio Goldberg che alla fine porta a casa la vittoria, a fine match arriva però Buff Bagwell che manda KO Goldberg colpendolo con una sedia. Bagwell e Luger iniziano quindi a fare coppia nel tag-team chiamato Totally Buff, i due entrano a far parte della stable dell'allora C.E.O WCW Ric Flair, The Magnificent Seven (Ric Flair, Scott Steiner, Rick Steiner, Jeff Jarrett, Lex Luger, Buff Bagwell e Road Warrior Animal).
Inizia quindi un feud fra Totally Buff e la coppia Goldberg/Sarge. Nel corso dei vari show della WCW Luger cerca più volte di convincere Sarge ad abbandonare Goldberg, dicendogli che a Bill non importa di lui, Sarge però non si lascia convincere. Nelle settimane seguenti Buff e Luger attaccano più volte Sarge nel backstage mentre Goldberg disputa dei match, tutto questo nel tentativo di farlo perdere (nelle settimane precedenti, Vince Russo aveva annunciato che Goldberg avrebbe dovuto battere il suo record di 176 vittorie consecutive, altrimenti sarebbe stato licenziato). Il 14 gennaio 2001 le due coppie si trovano finalmente contro durante il ppv WCW Sin, la vittoria finale va ai Totaly Buff, dopo che un fan spruzzò un liquido in faccia a Goldberg accecandolo e permettendo così a Luger di colpirlo con una sedia e a Bagwell di eseguire la Blockbuster decisiva.
Bagwell e Luger sconfiggono quindi i Kronik a SuperBrawl Revenge, grazie all'aiuto di Mike Awesome che aveva partecipato al match travestito da uno dei Kronik. Dopo questa vittoria i Totally Buff si proclamano sfidanti numero uno per i titoli di coppia detenuti da Chuck Palumbo e Sean O' Haire. I due tag team si affrontano il 18 marzo a Greed (ultimo ppv della WCW), la vittoria va a Palumbo e O' Haire che schienano entrambi gli avversari dopo soli 52 secondi di match.

### World Wrestling Federation
Intanto la WCW viene acquistata da Vince McMahon proprietario della WWF. Vince sembra voler licenziare tutti i wrestler della WCW quando a sorpresa si scopre che il nuovo proprietario della federazione di Atlanta non è lui ma il figlio Shane, che vuole invadere la WWF. Fra i vari contratti che Shane decide di rilevare c'è anche quello di Buff Bagwell.
Debutta nella WWF il 2 luglio, durante WWF Raw is War, affronta nel main event Booker T per il titolo di campione del mondo WCW, il match viene vinto da Bagwell ma solo per squalifica dopo che Steve Austin e Kurt Angle si precipitano sul ring e si uniscono a Buff per darle di santa ragione a Booker T. Main eventer alla sua prima volta nel più importante show televisivo della WWF: la carriera di Buff non potrebbe procedere meglio, ma a sorpresa per delle risse nel backstage e delle richieste non proprio professionali, finisce per essere licenziato. Nei mesi successivi combatte per varie federazione indipendenti.

### Federazioni indipendenti e ritiro

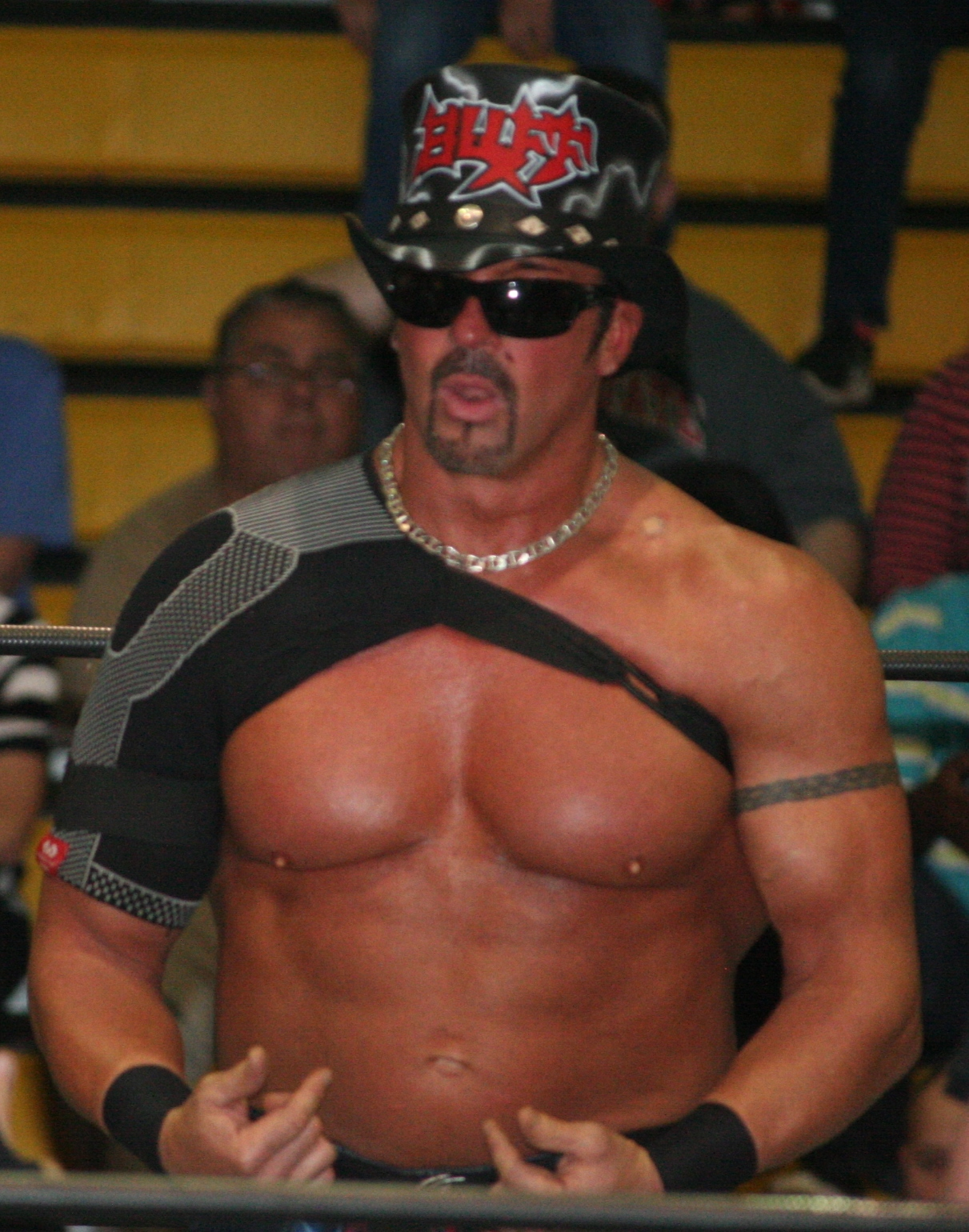
Bagwell nel 2016

Lotta per un po' nella WWA, federazione australiana dove trovano spazio altri ex wrestler WCW. Il 26 ottobre 2001 partecipa ad una Battle Royal (alla quale partecipano fra gli altri: Disco Inferno, Stevie Ray, Jerry Lawler, Crowbar, Norman Smiley, ecc...) per il ruolo di primo sfidante del campione del mondo Jeff Jarrett. I due si sfidano quindi quella sera stessa in un 'Tits, Whips & Buff' Lumberjack match, che vede prevalere il campione in carica. Per rivedere Bagwell dobbiamo aspettare il 12 gennaio 2002 quando sconfiggendo Big Money Marcus, conquista il RCW Heavyweight Title.
Il 25 gennaio sconfigge 8 Ball Jones. Il 9 febbraio sconfigge Chaz Taylor nel corso di uno show della EWF. Il 13 aprile partecipa al ppv della WWA, "The Eruption", dove in coppia con Stevie Ray viene sconfitto da Brian Christopher (Grandmaster Sexy alla WWF) e Ernest “The Cat” Miller. Il 19 aprile partecipa all'Earthquake Ferris 2002 Annual Show, sconfiggendo Jason Styles. L'11 maggio sconfigge per squalifica Rikki Nelson al MACW Conway Show. Nei primi giorni di giugno viene sconfitto da Brian Christopher nel corso di uno show della USPW.
Il 19 giugno 2002, lotta nel primo ppv della NWA-TNA, partecipando al Gauntlet For The Gold Match, dopo essere entrato per secondo viene eliminato per primo da Jeff Jarrett. Dieci giorni dopo partecipa ad uno show della UCW, nel corso del quale sconfigge Frank Parker. Il 3 luglio torna alla TNA e in coppia con il wrestler portoricano Great Apollo viene sconfitto da Lenny Lane e Bruce. A fine match Bagwell si fa intervistare da Ed Ferrara, al quale dice di non volere più essere chiamato Buff, ma Marcus, il suo vero nome, Bagwell annuncia anche che sta per tornarsene a casa, forse per sempre ed i fan lo salutano con la classica canzoncina americana d'addio.
Il 17 agosto Marcus Bagwell torna sul ring sconfiggendo Jimmy Vegan, durante uno show della IWC. Il 15 settembre perde il titolo della RCW venendo sconfitto da Stan Lee. Tre giorni dopo, il 18 settembre torna alla TNA partecipando nuovamente ad un Gauntlet For The Gold, vinto da Brian Lee e Chris Harris. Un mese dopo in coppia con Disqo Inferno sconfigge il suo vecchio partner alla WCW, Scotty Riggs e Ray Lloyd. A fine anno partecipa nuovamente ad un ppv della WWA e in coppia Johnny Swinger sconfigge Norman Smiley e iMalice. A fine gennaio 2003 partecipa a due show della LAW, sconfiggendo Smiley e venendo sconfitto da BG James. Il 7 maggio 2003 fa quindi il suo ritorno alla NWA-TNA partecipando alla "Anarchy in the Asylum" Battle Royal, che vede vincitore Glen Gilberti, poi torna a lottare, sporadicamente, in federazioni minori.
Torna nella TNA il 27 aprile 2006, ad Impact, quando viene annunciato come una delle opzioni di Sting quale suo compagno di coppia. Appare di nuovo nella compagnia durante la puntata di Impact del 28 settembre 2006 e quella è la sua ultima apparizione nella compagnia. Il 23 aprile del 2012 Bagwell non si sente bene mentre sta guidando ed ha un incidente d'auto in cui si rompe numerose ossa, tra cui quelle della mandibola. Circa un anno, dopo, però riesce a tornare sul ring in alcuni show di compagnie indipendenti.
Nel 2020 resta coinvolto in un secondo grave incidente d'auto che lo porta a ritirarsi dal ring qualche anno dopo.

## Titoli e riconoscimenti
- American Premier Wrestling
  - APW Heavyweight Championship (1)
- AWA Superstars of Wrestling
  - AWA Superstars of Wrestling World Tag Team Championship (1) – con The Patriot[2]
- Cleveland All-Pro World Wrestling
  - CAPW Unified World Heavyweight Championship (1)[3][4]
- Georgia All-Star Wrestling
  - GASW Tag Team Championship (1) – con Chris Walker
- Great American Wrestling Federation
  - GAWF Heavyweight Championship (1)
- Great Championship Wrestling
  - GCW Tag Team Championship (1) – Scott Steele[5]
- Mayhem Wrestling
  - Mayhem Heavyweight Championship (1)[6]
- Mid-Atlantic Championship Wrestling
  - Mid-Atlantic Heavyweight Championship (3)[7]
  - Mid-Atlantic Tag Team Championship (3) – con Dusty Rhodes (1) e Rikki Nelson (2)[8]
- North American Championship Wrestling
  - NACW Tag Team Championship (1) – con Ricky Morton[9]
- North Carolina Wrestling Association
  - NCWA Heavyweight Championship (1)[10]
- Not Rated Pro Wrestling
  - NRPW World Championship (1)[11]
- NWA Blue Ridge
  - NWA Blue Ridge Television Championship (1)[12]
- Pro Wrestling Illustrated
  - 255º tra i 500 migliori wrestler singoli nella PWI 500 (1991)
  - 66º tra i 500 migliori wrestler singoli nella PWI 500 (1999)[13]
  - 221º tra i 500 migliori wrestler singoli nei PWI Years del 2003
- Ron's Championship Wrestling
  - RCW Heavyweight Championship (1)
- Ultimate NWA
  - Ultimate NWA Heavyweight Championship (1)[14]
- World Championship Wrestling
  - WCW World Tag Team Championship (5- 1 con Shane Douglas, 1 con Scotty Rigs, 2 con The Patriot, 1 con 2 Cold Scorpio)[15][16]
- Wrestling Observer Newsletter
  - Best Gimmick (1996) – nWo
  - Feud of the Year (1996) New World Order vs. World Championship Wrestling
  - Most Embarrassing Wrestler (2001)
- Wrestling War Zone
  - WWZ Championship (1)
- Xtreme Intense Championship Wrestling
  - XICW Midwest Heavyweight Championship (2)

## Altre attività
Nel 2001 è apparso in una puntata della serie televisiva americana Streghe (episodio 3.12, Wrestling con i demoni), nel ruolo del demone wrestler Slammer, insieme a Scott Steiner e Booker Huffman.

## Vita privata

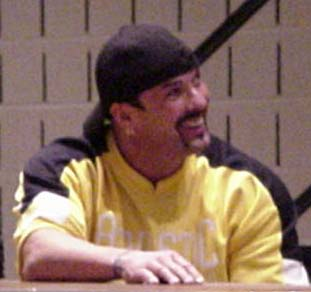
Bagwell nel 2005

Il 23 aprile 2012, 14 anni dopo l'infortunio al collo rimediato a Thunder, Bagwell si infortunò seriamente in un incidente automobilistico, subendo fratture alle ossa del collo, del viso e della mascella. Secondo il rapporto della polizia di Woodstock, Georgia, Bagwell stava chiamando la moglie al telefono mentre guidava per dirle che stava per avere un attacco epilettico al volante. Successivamente fu portato al WellStar Kennestone Hospital nella sua città natale di Marietta, dove venne ricoverato in terapia intensiva. Il 24 aprile il collega Scott Norton rilasciò una dichiarazione via Twitter confermando che Bagwell stava meglio e si sarebbe ripreso. Il giorno seguente, suo fratello John rilasciò una dichiarazione per confermare che le condizioni di Bagwell stavano migliorando, ma che aveva ancora bisogno di tubi per respirare e alimentarsi e che sarebbe stato sottoposto a un intervento chirurgico una volta che il gonfiore al viso e al collo si fosse attenuato. Il 28 aprile la madre di Bagwell Judy rivelò a TMZ che gli era stato staccato il tubo respiratorio, che era in grado di mangiare cibi solidi e di parlare. Il 3 maggio la Universal Championship Wrestling annunciò via Twitter che Bagwell era in grado di camminare di nuovo, ma aveva ancora una sensazione di formicolio alle braccia e alle mani. La UCW affermò inoltre che gli erano state inserite chirurgicamente quattro placche di metallo nel viso e che la sua mascella era stata ricucita dopo l'operazione.
Il 16 agosto 2020 Bagwell restò coinvolto in un altro incidente d'auto, riportando la frattura delle costole, la frattura dell'anca destra, dell'osso della cavità toracica sinistra, del naso e lo strappo del muscolo inguinale destro. Secondo la polizia di Cobb County, Georgia, Bagwell stava guidando in stato di ebbrezza a causa dei farmaci prescrittigli. A seguito dell'incidente, il 10 luglio 2025, Bagwell ha subito l'amputazione della gamba destra sopra il ginocchio.

### Problemi legali
Il 9 agosto 2016, Bagwell ha intentato una causa presso la Corte distrettuale degli Stati Uniti del Connecticut contro la WWE per le royalties derivanti dal materiale in cui è presente su WWE Network. La causa è stata archiviata nel dicembre 2017.
Il 22 maggio 2021, Bagwell fu arrestato nella contea di Cobb con molteplici imputazioni tra cui eccesso di velocità, omissione di soccorso e false informazioni fornite alle forze dell'ordine.